# 花園草原 (伊利諾伊州)
花園草原（英語：Garden Prairie）是位於美國伊利諾伊州布恩縣的一個非建制地區。該地的面積和人口皆未知。

## 地理
花園草原的座標為42°15′12″N 88°43′29″W / 42.25333°N 88.72472°W，而該地的平均海拔高度為238米（即781英尺）。